# Anyphops
Genre
Anyphops est un genre d'araignées aranéomorphes de la famille des Selenopidae.

## Distribution
Les espèces de ce genre se rencontrent en Afrique subsaharienne.

## Liste des espèces
Selon World Spider Catalog (version 17.5, 15/11/2016) :
- Anyphops alticola (Lawrence, 1940)
- Anyphops amatolae (Lawrence, 1940)
- Anyphops atomarius (Simon, 1887)
- Anyphops barbertonensis (Lawrence, 1940)
- Anyphops barnardi (Lawrence, 1940)
- Anyphops basutus (Pocock, 1901)
- Anyphops bechuanicus (Lawrence, 1940)
- Anyphops benoiti Corronca, 1998
- Anyphops braunsi (Lawrence, 1940)
- Anyphops broomi (Pocock, 1900)
- Anyphops caledonicus (Lawrence, 1940)
- Anyphops capensis (Lawrence, 1940)
- Anyphops civicus (Lawrence, 1940)
- Anyphops decoratus (Lawrence, 1940)
- Anyphops dubiosus (Lawrence, 1952)
- Anyphops dulacen Corronca, 2000
- Anyphops fitzsimonsi (Lawrence, 1940)
- Anyphops gilli (Lawrence, 1940)
- Anyphops helenae (Lawrence, 1940)
- Anyphops hessei (Lawrence, 1940)
- Anyphops hewitti (Lawrence, 1940)
- Anyphops immaculatus (Lawrence, 1940)
- Anyphops karrooicus (Lawrence, 1940)
- Anyphops kivuensis Benoit, 1968
- Anyphops kraussi (Pocock, 1898)
- Anyphops lawrencei (Roewer, 1951)
- Anyphops leleupi Benoit, 1972
- Anyphops lesserti (Lawrence, 1940)
- Anyphops lignicola (Lawrence, 1937)
- Anyphops lochiel Corronca, 2000
- Anyphops longipedatus (Roewer, 1955)
- Anyphops lucia Corronca, 2005
- Anyphops lycosiformis (Lawrence, 1937)
- Anyphops maculosus (Lawrence, 1940)
- Anyphops marshalli (Pocock, 1902)
- Anyphops minor (Lawrence, 1940)
- Anyphops montanus (Lawrence, 1940)
- Anyphops mumai (Corronca, 1996)
- Anyphops namaquensis (Lawrence, 1940)
- Anyphops narcissi Benoit, 1972
- Anyphops natalensis (Lawrence, 1940)
- Anyphops ngome Corronca, 2005
- Anyphops parvulus (Pocock, 1900)
- Anyphops phallus (Lawrence, 1952)
- Anyphops pococki (Lawrence, 1940)
- Anyphops purcelli (Lawrence, 1940)
- Anyphops regalis (Lawrence, 1940)
- Anyphops reservatus (Lawrence, 1937)
- Anyphops rubicundus (Lawrence, 1940)
- Anyphops schoenlandi (Pocock, 1902)
- Anyphops septemspinatus (Lawrence, 1937)
- Anyphops septentrionalis Benoit, 1975
- Anyphops sexspinatus (Lawrence, 1940)
- Anyphops silvicolellus (Strand, 1913)
- Anyphops smithersi (Lawrence, 1940)
- Anyphops spenceri (Pocock, 1896)
- Anyphops sponsae (Lessert, 1933)
- Anyphops stauntoni (Pocock, 1902)
- Anyphops stridulans (Lawrence, 1940)
- Anyphops thornei (Lawrence, 1940)
- Anyphops transvaalicus (Lawrence, 1940)
- Anyphops tuckeri (Lawrence, 1940)
- Anyphops tugelanus (Lawrence, 1942)
- Anyphops whiteae (Pocock, 1902)

## Publication originale
- Benoit, 1968 : Les Selenopidae africains au Nord du 17e parallèle Sud et reclassement des espèces africaines de la famille (Araneae). Revue de Zoologie et de Botanique Africaines, vol. 77, p. 113-141.